# Cenocorixa dakotensis
Cenocorixa dakotensis är en insektsart som först beskrevs av Hungerford 1928.  Cenocorixa dakotensis ingår i släktet Cenocorixa och familjen buksimmare. Inga underarter finns listade i Catalogue of Life.